# 1744
| 1744               |
| ------------------ |
| Dødsfald - Fødsler |
| • Begivenheder     |

| Gregoriansk kalender | 1744 MDCCXLIV           |
| Ab urbe condita      | 2497                    |
| Armensk kalender     | 1193 ԹՎ ՌՃՂԳ            |
| Kinesiske kalender   | 4440 – 4441 癸亥 – 甲子 |
| Etiopisk kalender    | 1736 – 1737             |
| Jødisk kalender      | 5504 – 5505             |
| Hindukalendere       |                         |
| - Vikram Samvat      | 1799 – 1800             |
| - Shaka Samvat       | 1666 – 1667             |
| - Kali Yuga          | 4845 – 4846             |
| Iransk kalender      | 1122 – 1123             |
| Islamisk kalender    | 1157 – 1158             |

Konge i Danmark: Christian 6. 1730-1746
Se også 1744 (tal)

## Begivenheder
- Jegerup Kirke bliver færdigbygget.